# Římskokatolická farnost Josefův Důl
Římskokatolická farnost Josefův Důl (Údol sv. Josefa) je církevní správní jednotka sdružující římské katolíky na území obce Josefův Důl a v jejím okolí. Organizačně spadá do libereckého vikariátu, který je jedním z 10 vikariátů litoměřické diecéze. Centrem farnosti je kostel Proměnění Páně v Josefově Dole.

## Historie farnosti
Farnost byla kanonicky zřízena 20. 8. 1865. Od roku 1866 jsou vedeny matriky.

### Duchovní správci vedoucí farnost
Začátek působnosti jmenovaného v duchovní správě farnosti od:
- 25. 1. 1866   proto-par. (1. farář) Franc. Hoffmann, n. 4. 10. 1811 Reichenberg, o. 3. 8. 1835, † 9. 6. 1880
- 8. 10. 1873   Franz Schuldes, n. 9. 4. 1825 Eidlitz, o. 25. 7. 1855, † 29. 8. 1899
- 25. 7. 1875   Ludwig Schön, n. 30. 6. 1831 Nissens. (Sil.), o. 31. 7. 1860, † 5. 3. 1908
- 26. 9. 1878   Josef Pirtzkall, n. 17. 8. 1842 Brims, o. 15. 7. 1867, † 5. 4. 1912 Chomutov
- 1895   par. vacat, admin. interc. Václav Martinovský, n. 24. 9. 1869, † 13. 7. 1956
- 1896   Karl Haberzettel, n. 22. 4. 1866 Kleinlubigau, o. 29. 6. 1890, † 29. 1. 1905
- 1899   par. vacat, admin. interc. Václav Martinovský, n. 24. 9. 1869, † 13. 7. 1956
- 1900   Johann N. Hrdý, n. 30. 10. 1865 Ostroměř., o. 25. 3. 1888 Litoměřice, † 15. 4. 1946 Vídeň
- 1918   Peter Flommersfeld, n. 18. 10. 1868 Langenlonsheim (G), o. 29. 6. 1893, † 13. 10. 1927 Praha
- 1928   par. vacat, admin. interc. Julius Brenner, n. 21. 6. 1873 Giessen, o. 4. 6. 1898 Litoměřice, 1. 3. ? Kochen
- 1929   Gerhard Gerkens, n. 23. 5. 1885 Scharrendorf (G), o. 14. 7. 1912 † 4. 11. 1943
- 1. 9.  1937   František Čistecký, n. 1. 4. 1888 Arnau, o. 9. 7. 1911
- 1. 5.  1951  Bohumír Obruča, n. 1918, † 25. 3. 1998
- 1. 12  1951  Klement Ruisl
- 15. 1. 1952  Josef Jech
- 1. 8.  1952   František Čistecký
- 15. 5. 1959  Zdeněk Maryška
- 1. 8.  1975   Antonín Bratršovský
- 1. 10. 1990  Leopold Paseka
- 1. 8.  1992   Petr Lukšan
- 15. 4. 1997  Marian Plonka
- 1. 7. 2002   Michael Podzimek
- 1. 7. 2009   Pavel Ajchler, admin. exc. z Tanvaldu[2]

Kromě kněží stojících v čele farnosti, působili ve farnosti v průběhu její historie i jiní kněží. Většinou pracovali jako farní vikáři, kaplani, katecheté, výpomocní duchovní aj.

## Území farnosti
Do farnosti náleží území obce:
- Antonínov (Antoniewald,[1] Antoniwald[3])[p 2]
- Dolní Maxov (Unter Maxdorf)[p 2]
- Horní Maxov (Ober Maxdorf[1])[p 2]
- Josefův Důl (Josefsthal)[p 2]

## Římskokatolické sakrální stavby na území farnosti
| | Fotografie | Stavba                              | Místo       | Bohoslužby                      | Zeměpisné souřadnice             | Status                     |         |
| Kostely | Kostely    | Kostely                             | Kostely     | Kostely                         | Kostely                          | Kostely                    | Kostely |
| --- | ---------- | ----------------------------------- | ----------- | ------------------------------- | -------------------------------- | -------------------------- | ------- |
| 1. |            | Kostel Proměnění Páně               | Josefův Důl | bližší informace o bohoslužbách | 50°46′52″ s. š., 15°14′10″ v. d. | farní kostel               |         |
| 2. |            | Kostel Nejsvětějšího Srdce Ježíšova | Horní Maxov | bližší informace o bohoslužbách | 50°45′49″ s. š., 15°12′52″ v. d. | filiální kostel, hřbitovní |         |
| Některé drobné sakrální stavby a pamětihodnosti lze dohledat zde v databázi Drobné sakrální památky Zaniklé sakrální stavby lze dohledat zde v databázi Poškozené a zničené kostely, kaple a synagogy v České republice |            |                                     |             |                                 |                                  |                            |         |

Ve farnosti se mohou nacházet i další drobné sakrální stavby, místa římskokatolického kultu a pamětihodnosti, které neobsahuje tato tabulka.

## Příslušnost k farnímu obvodu
Z důvodu efektivity duchovní správy byl vytvořen farní obvod (kolatura) farnosti Tanvald, jehož součástí je i farnost Josefův Důl, která je tak spravována excurrendo. Přehled těchto kolatur je v tabulce farních obvodů libereckého vikariátu.